# LAST CHRISTMAS (EXILEのシングル)
『LAST CHRISTMAS』（ラスト クリスマス）は、EXILEの29枚目のシングル。2008年11月26日にrhythm zoneから発売。

## 概要
前作『The Birthday 〜Ti Amo〜』から2カ月ぶりのシングル。ベストアルバム『EXILE BALLAD BEST』からの先行シングル。メンバーのATSUSHIによる「ファンにクリスマスプレゼントを贈りたい」という要望からシングルの発売が決まった。500円のワンコインシングルとして完全受注限定生産で発売。特典にメンバーの直筆メッセージが印刷されたブックレットと、ジャケットサイズステッカーが封入された。
表題曲はWham!の「ラスト・クリスマス」を日本語でカバー。歌詞は松尾潔が担当した。
オリコン週間シングルランキングでは前作から2作連続、通算6作目の首位獲得となった。

## 収録曲
1. LAST CHRISTMAS [5:21]
作詞・作曲：George Michael / 日本語詞：松尾潔 / 編曲：華原大輔
  - 明治製菓「クリスマス手作りチョコレート」CMソング
2. LAST CHRISTMAS（Karaoke）

## 収録作品
シングル
- Ki・mi・ni・mu・chu（-2015 Version-）

ベスト・アルバム
- EXILE BALLAD BEST
- EXTREME BEST

その他のアルバム
- EXILE CHRISTMAS（新録バージョン）